# Sven Oldenburg
Sven Oldenburg (* 31. März 1973 in Demmin) ist ein ehemaliger deutscher Fußballspieler.

## Karriere
Sven Oldenburg begann seine Laufbahn 1991 beim damaligen Bundesligisten Hansa Rostock. In der darauffolgenden ersten gesamtdeutschen Bundesliga-Saison 1991/92, in der Rostock abstieg, kam er auf sieben Einsätze.
Oldenburgs nächste Station war der VfL Herzlake. Nachdem er diesen verlassen hatte, spielte er bis zu seinem Karriereende bei drei unterklassigen Vereinen aus Greifswald, darunter der SC, der 2002 in die Insolvenz ging und vom SV 04 abgelöst wurde. 2005 beendete Sven Oldenburg seine Karriere.